# Муравський Павло Іванович
Павло Іванович Муравський (Моравський) (30 липня 1914, село Дмитрашківка — 6 жовтня 2014, Київ) — видатний український хоровий дириґент і педагог, народний артист України (1960), лауреат Шевченківської премії (1979), професор Національної музичної академії імені Петра Чайковського, почесний академік Національної Академії мистецтв України, кавалер ордена «За заслуги» I та II ступеня, Герой України (2009).

## Біографія

### Ранні роки
До шістнадцяти років Павло Муравський жив у рідній Дмитрашківці з матір'ю Дарією Юхимівною та старшим братом Дмитром (батько — Іван Павлович загинув у 1915 р. на Першій світовій війні, коли Павлові було дев'ять місяців). Найпершу співочу науку Павло засвоїв з народної пісні. А першими вчителями й наставниками з музики були його дядько по матері Сергій Юхимович Могилевський та двоюрідний брат Степан Андрійович Білянський, який закінчив Тульчинський педтехнікум, де співав у хорі під керівництвом Миколи Леонтовича. Павло разом з дядьком Сергієм співав у сільському академічному хорі, яким керував його двоюрідний брат Степан Білянський. Степан також навчив Павла грати на скрипці, яку купив йому дядько Сергій. Вони ж і спрямували Павла на мистецький шлях та допомогли поїхати до Києва вчитися музиці. На все життя запам'ятав Павло вступний іспит у Київську музпрофшколу (невдовзі реорганізована в Київський музичний технікум), адже в приймальній комісії були такі видатні митці як Левко Ревуцький, Борис Лятошинський, Григорій Верьовка, Гліб Таранов. Після закінчення технікуму у 1934 р. П. І.  П. Муравський працював учителем музики в середній школі м. Чорнобиль і керував дитячими хорами.
У 1936, за наполяганням дядька Сергія Юхимовича, вступив на дириґентсько-хоровий факультет Київської державної консерваторії ім. П. І. Чайковського, яку закінчив у червні 1941 року. Навчання поєднував з виконавською та педагогічною діяльністю: диригував самодіяльним хором заводу «Арсенал» (1938—40) та вокальним ансамблем Українського радіо (1940—41).

### 1940-50-ті роки
В роки німецько-радянської війни навчався в Військово-морському училищі протиповітряної оборони в Ленінграді (за день до блокади училище евакуювали до Енгельса — тепер Еліста) та керував хором училища (1941—1942). У 1942—1943 роках лейтенант Муравський командував зенітним взводом Північної Тихоокеанської флотилії та керував полковим хором флотилії. У 1943 р. старший лейтенант Муравський організував Червонофлотський ансамбль пісні й танцю Північної Тихоокеанської флотилії та був його художнім керівником і головним дириґентом до 1946 р. У 1946 р., у зв'язку з захворюванням, П. Муравського перевели на Чорноморський флот, а невдовзі демобілізували.
Після демобілізації за рекомендацією своїх учителів Л. М. Ревуцького та Г. Г. Верьовки Павло Муравський очолив львівський, тоді ще обласний хор «Трембіта», який через п'ять років переріс у Державну академічну хорову капелу. Під керуванням Павла Муравського «Трембіта» досить швидко стала в ряд найкращих хорових колективів Радянського Союзу. Паралельно, у 1948—1955 роках викладав у Львівській консерваторії.

### Робота в Києві
З 1964 по 1969 рік Павло Муравський — художній керівник і головний дириґент Державної заслуженої академічної хорової капели «Думка», в цей період одержав звання народного артиста УРСР. На цей же період випало П. Муравському працювати з оперним співаком Борисом Гмирею. Спільно вони дали ряд концертів з творів української класики, особливо на вірші Т. Шевченка. Шевченкіану вони записали в Москві на платівки, які були представлені на міжнародних виставках у Парижі, Монреалі. Про творчу співпрацю з П. Муравським Борис Гмиря писав:
|  | Ми вирішили відповісти на таке питання: якщо ідеальне виконання можливе в культовій музиці, то чому його не можна досягти в наспівних народних піснях і романсах? В результаті тривалої і наполегливої праці наші спільні виступи досягли високого рівня. У цьому величезна заслуга ентузіаста П. І. Муравського. Працюючи разом з ним, я бачив, як він, збираючи по "піщинці", добивається тембрової злитості голосів, чистого звучання хору в акорді, дикції, правильної побудови фрази і виділення "червоної лінії" всього твору. Тільки така скрупульозність може привести до вершин мистецтва (Наша дума, наша пісня // Московская правда від 25.05.1969) |

З 1965  працює за сумісництвом художнім керівником студентського хору та старшим викладачем кафедри хорового дириґування Київської консерваторії. З 1969 на постійній викладацькій роботі (з 1971 — професор) у Київській державній консерваторі (з 1995 — Національна музична академія України) ім. П. І. Чайковського та на посаді художнього керівника й головного дириґента хору студентів дириґентсько-хорового факультету. Під орудою П. Муравського студентський хор проводив гастрольну діяльність, здійснив низку записів хорової літератури, зокрема у 1977 році — 37 творів М.Леонтовича. Велику творчу перемогу здобув студентський хор під керівництвом Муравського на Міжнародному хоровому фестивалі в Канаді в 1993 році, виборовши перше місце серед 84 хорів з різних країн світу. Серед вихованців П. Муравського — Д. Болгарський, І. Павленко, Л. Бухонська, С. Сварич, В. Степурко, О. Бондаренко, Н. Нехотяєва, В. Петриченко, М. Гобдич, Л. Байда, В. і Ю. Курачі, Т. Миронюк, Б. Пліш, А. Попіль, І. Ренгач, П. Струць, Р. Толмачов, М. Юрченко, Є.Мєдвєдєв та ін.
Маестро Павло Муравський виконав і записав на платівки, касети і компакт-диски понад 1000 хорових творів різних авторів: Д. Бортнянського, М. Березовського, А. Веделя, Г. Сковороди, О. Кошиця, С. Людкевича, П. Чайковського, Л. Бетховена, А. Моцарта, Дж. Верді, Г. Малера, О. Скрябіна, І. Стравінського, багатьох інших українських та зарубіжних композиторів. У 1972 р. за рекомендацією Петра Шелеста маестро Муравський записав «Шедеври української музики» (Церковна музика), а також усі хорові твори Миколи Леонтовича до 100-річного ювілею композитора. У 1985—1986 рр. працюючи за сумісництвом художнім керівником Хору Українського радіо, записав до золотого фонду десятки хорових творів.
23 березня 2009 року Указом Президента України (№ 178/2009) П. І. Муравському присвоєно звання Героя України з врученням ордена Держави.
21 листопада 2009 року в селі Дмитрашківка з ініціативи земляків відкрито Меморіальну садибу-музей.
Помер у 100-річному віці 6 жовтня 2014 року. Похований на Байковому кладовищі (ділянка № 33).

### Державні нагороди
- Звання Герой  України з врученням ордена Держави (23 березня 2009) — за визначні особисті заслуги в утвердженні високих зразків українського хорового співу, збагаченні національної культурно-мистецької спадщини та багаторічну плідну творчу діяльність[4]
- Орден «За заслуги» I ст. (30 липня 2004) — за визначний особистий внесок у розвиток українського музичного мистецтва, багаторічну плідну творчу діяльність та у зв'язку із 90-річчям від дня народження[5]
- Орден «За заслуги» II ст. (22 грудня 1999) — за визначний особистий внесок у розвиток українського музичного мистецтва, створення національної хорової школи, багаторічну плідну педагогічну, творчу і громадську діяльність[6]
- Почесна відзнака Президента України (20 вересня 1994) — за значний особистий внесок у розвиток музичної культури України, багаторічну плідну педагогічну і виконавську діяльність[7]
- Орден Трудового Червоного Прапора[8]
- Народний артист УРСР (1960)
- Державна премія УРСР імені Тараса Шевченка (1979).

## Міжнародний хоровий конкурс імені Павла Муравського
У червні 2010 р. у рідному селі П. І. Муравського Дмитрашківка започатковано проведення щорічного Міжнародного хорового конкурсу імені Павла Муравського. У Першому Конкурсі взяли участь колективи з Києва, Вінниці, Умані, Кіровограда, а також з Росії та Польщі. Другий Конкурс відбувся 24-26 червня 2011 р. У ньому взяли участь хорові колективи з Богуслава, Івано-Франківська, Донецька та Польщі. Третій Конкурс відбувся 28-29 липня 2012 р.

## Галерея

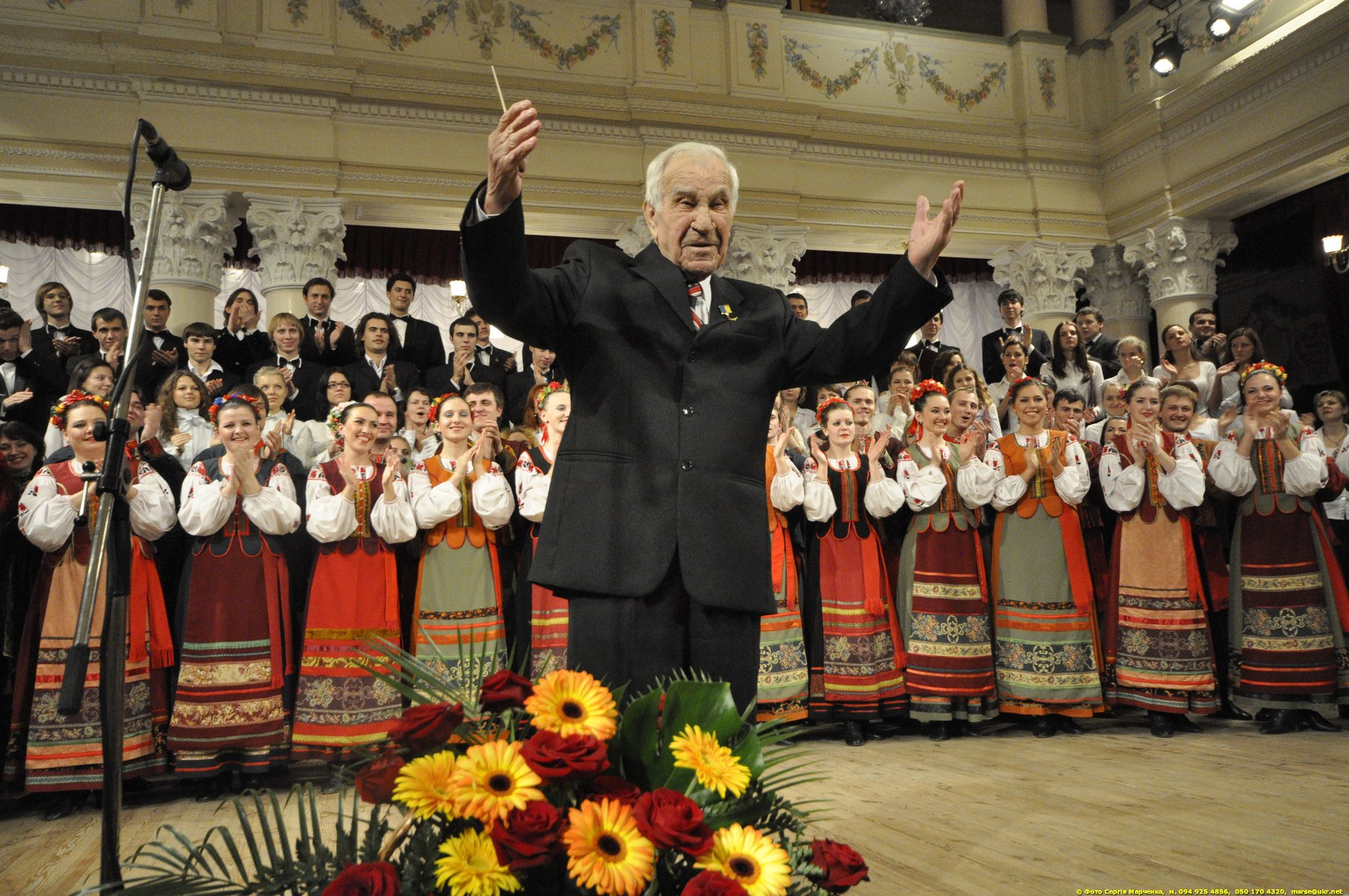
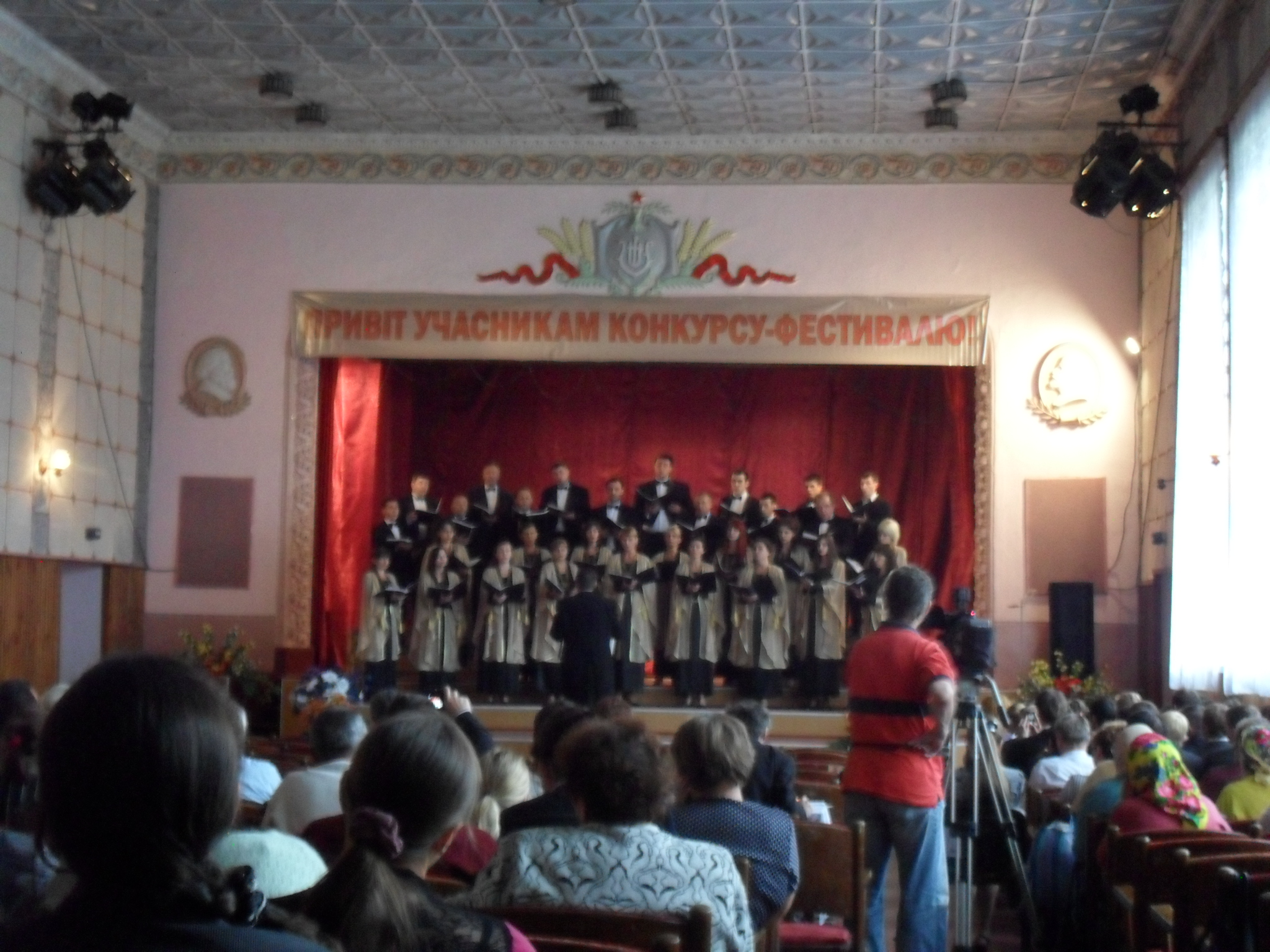
Другий Міжнародний хоровий конкурс імені Павла Муравського
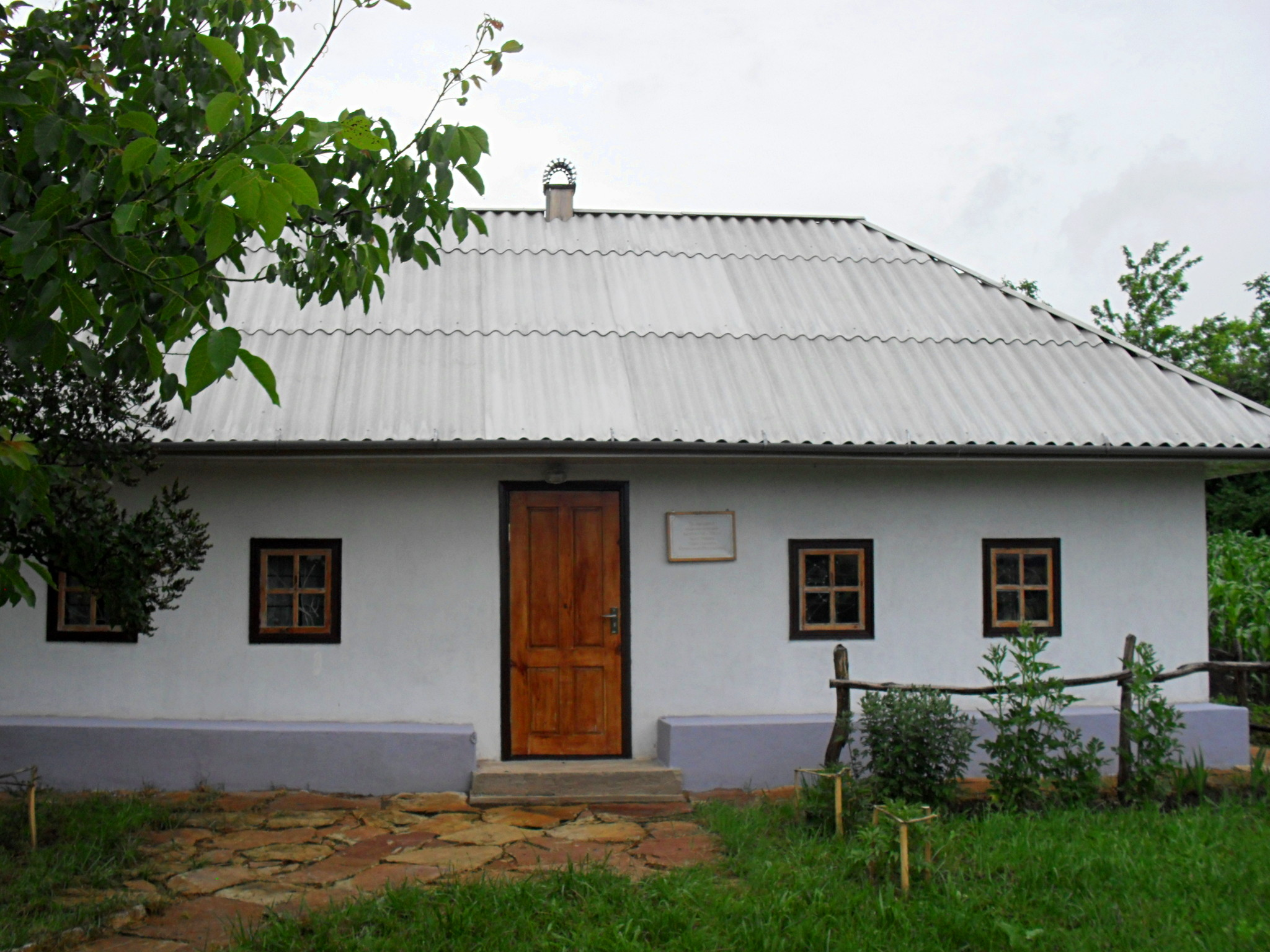
Меморіальна садиба-музей П. І. Муравського
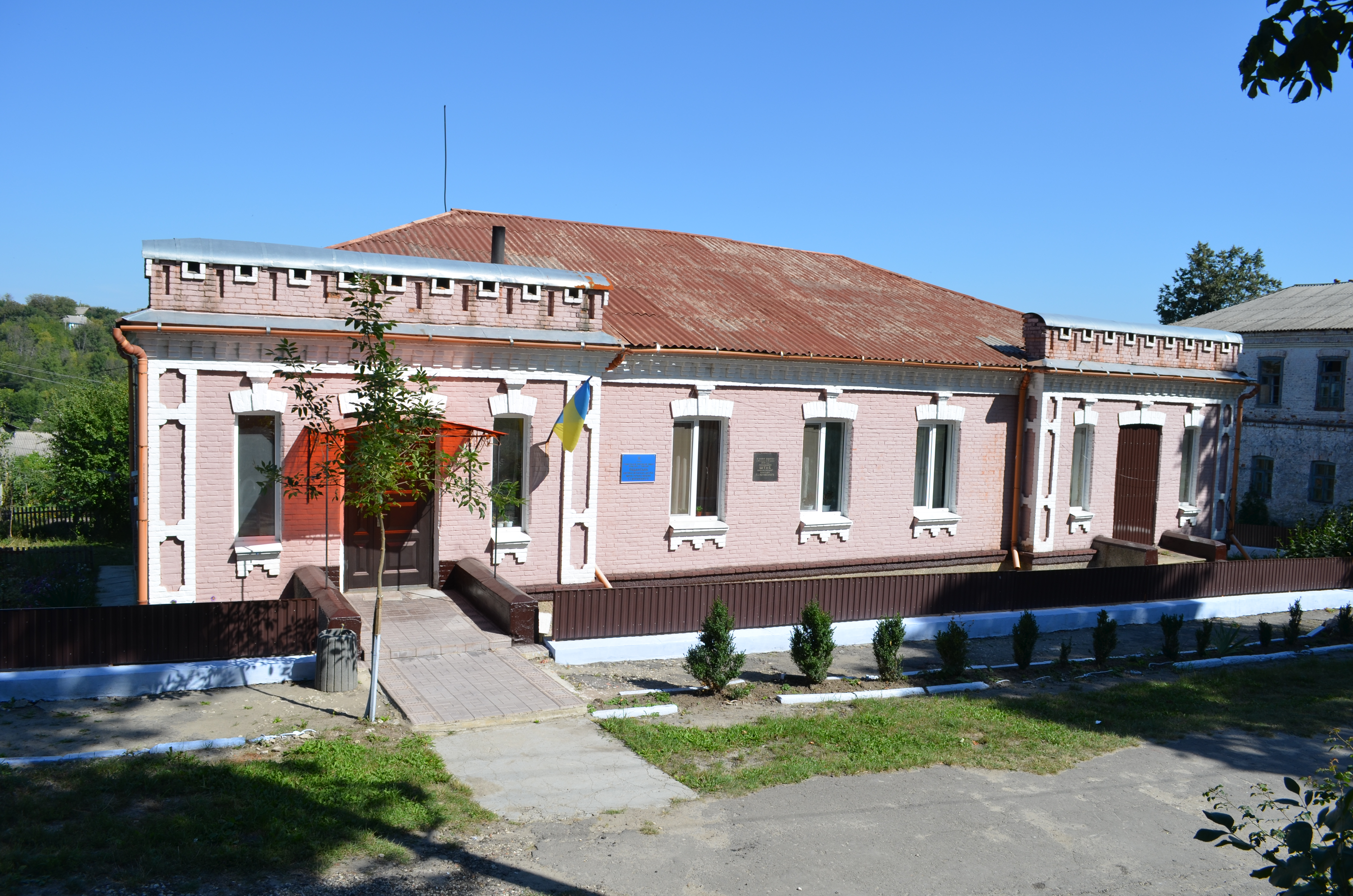
Музична школа в Піщанці імені П.І. Муравського (в будівлі роміщувався штаб Г.І. Котовського)

## Публікації
- Муравський Павло. Моє життя — моє мистецтво. Фраґменти // Український Світ, № 1-2, 1993.
- Муравський Павло. Про якість співу і якість життя // Слово Просвіти, 17-23.04.2008.
- Муравський Павло. Поради дириґентам-хормейстерам і співакам // Слово Просвіти, 1-7.05.2008.
- Муравський Павло. Знайдіть красу у кожній ноті. Поради дириґентам-хормейстерам і співакам // Культура і життя, 21.05.2008.
- Муравський Павло. Мої поради дириґентам-хормейстерам і співакам // Українська музична газета (квартальник), № 2 (68), 2008.
- Муравський Павло. Пам'ятка до вокальних вправ дириґента-хормейстера для підвищення професійного співу // Українська музична газета (квартальник), № 2 (80), 2011.
- Муравський Павло. Чистота співу — чистота життя. Редактор-упорядник О. А. Шокало. — К.: ВЦ «Просвіта», 2012. — 832 с.
- Павло Муравський. Моя хорова школа. Методика акапельного хорового співу. До 100-річчя від народження й 80-річчя мистецько-педагогічної діяльності. Редактор-упорядник О. Шокало.- К.: ВЦ «Просвіта», 2014. — 384 с.фото.
- Тарас Шевченко. Пісенний «Кобзар». Зібрання хорових творів у семи томах. Твори a cappella. Т. 1. Укладач П. І. Муравський. — К.: ВЦ «Просвіта», 2014. — 240 с.

## Дискографія
LP грамплатівки(всі — М.: Мелодия)
- Державна академічна капела «Думка». Художній керівник П. Муравський. Соліст Б. Гмиря. Всесоюзна студія грамзапису, 1966.

Всесоюзна фірма грамплатівок «Мелодія», 1966, 1968.
- Шедевры украинской хоровой музыки. Образцы Нотного обихода Киево-Печерской Лавры XVI века. Произведения М. Березовского, Д. Бортнянского, А. Веделя, Г. Сковороды. Хор студентов Киев. гос. конс. им. П. И. Чайковского. Худож. руководитель П. Муравский. Запись 1972. — 1988. ГОСТ 5289-80; С 10 27198 27194;
- М. Леонтович. До 100-річчя з дня народження / Хор Київ. держ. коне. Диригент П. Муравський. Солісти К. Огневой, Л. Криворотова, Квартет ім. М. Лисенка. — 1978. ГОСТ 5289-73; С 10 — 09787-92;
- А. Кос-Анатольський. Вибрані хорові твори / Хор Київ. держ. коне. Худож. кер. П. Муравський. — 1983. Записи 1980—1981 pp. ГОСТ 5289-80; С 10 20281 009, 20282;

CD
- Дириґує Павло Муравський. Антологія української хорової музики / Товариство «Україна-Світ», Національна Радіокомпанія України, 2001;
- Б. Гмиря і хорова капела України «Думка» / Диригент П. Муравський. Записи з особистої фонотеки Б. Гмирі. — К., 2005;
- Шедеври хорового мистецтва / Диригує П. Муравський. — К.: Астра Рекордс, 2005 та ін.;
- Пісенний «Кобзар». Дириґує Павло Муравський. Державна заслужена хорова капела «Трембіта», Державна заслужена академічна хорова капела України «Думка», Хор Українського радіо, Хор Київської державної консерваторії імені П. І. Чайковського, Хор Національної музичної академії України імені П. І. Чайковського. Записи 1956—2001 рр. Музичний альбом: Диск 1. Твори a cappella; Диск 2. Велика форма, твори з супроводом та без супроводу; Диск 3. Вокально-симфонічні твори. Національна радіокомпанія України. К., 2010.